# Claver Gold
Claver Gold, pseudonimo di Daycol Emidio Orsini (Ascoli Piceno, 10 aprile 1986), è un rapper italiano.
I testi di Claver Gold sono apprezzati sia per le tematiche crude e legate a problemi sociali, come droghe e abusi, che per le note più introspettive, pessimiste e malinconiche tipiche del decadentismo - ne è un palese esempio il brano Raccoglievo le More, contenuto in Melograno. Queste sue caratteristiche liriche hanno portato l'artista ad essere annoverato tra i maggiori esponenti del conscious hip hop in Italia, assieme a Rancore (presente nel brano Il Meglio di Me, singolo estratto da Requiem), Caparezza, Mezzosangue e Murubutu.

## Biografia
Claver Gold, conosciuto anche come GoldOne, si avvicina alla cultura hip hop attraverso il writing, per poi passare al freestyle ed alla scrittura. Cresce artisticamente nella Bologna degli ultimi anni 2000, frequentando l'Accademia di Belle Arti ed i palchi dei vari Centri Sociali della città. I primi traguardi del rapper ascolano sono le due vittorie, nel 2005 e nel 2007, del Tecniche Perfette (Marche), intervallate dalla pubblicazione del primo album, Old Fashion.
Nel 2012 pubblica il suo primo album con Glory Hole Records, Tarassaco*Piscialetto, prodotto interamente da DJ West, ma il lavoro che lo porterà sotto i riflettori del pubblico hip hop è Mr. Nessuno, uscito nell'anno successivo sotto la medesima etichetta. Nello stesso anno partecipa e vince il talent dedicato al rap e al cantautorato "Genova Per Voi" con il brano Cyborg. Claver Gold rimane tuttora legato a Glory Hole Records, con la quale pubblica tutti i suoi successivi album: Melograno, uscito nel 2015, segna una maggiore virata verso temi profondi e personali, spesso autobiografici; Requiem, primo album di Claver Gold a fare l'ingresso in classifica FIMI, in cui l'artista mette a nudo gli aspetti più crudi della sua vita tramite liriche sempre più complesse, accompagnato da ospiti del calibro di Murubutu, Fabri Fibra, Davide Shorty, Egreen, Lord Bean, Ghemon e Rancore, nonché dai compagni di etichetta Stephkill e TMHH.
Il 31 marzo 2020 viene pubblicato Infernvm, un concept album scritto a quattro mani dal liricista ascolano e da Murubutu, incentrato sulla discesa di Dante Alighieri e di Virgilio negli Inferi. Il 15 aprile 2021 viene pubblicata una versione Deluxe di Infernvm, contenente due brani inediti e un remix. Nel mese di ottobre 2020 viene pubblicato il brano La maggior parte, un inedito che anticipa l'omonima raccolta, contenente, oltre al brano stesso, sedici tracce edite dell'artista, provenienti da diversi progetti precedenti.
Il 16 settembre 2022 viene pubblicato l'album Questo non è un cane, anticipato dai singoli Malastrada e Mai più, quest'ultimo realizzato in collaborazione con Davide Shorty. Il 5 aprile 2024 è stata pubblicata una riedizione dell'album, intitolata Questo non è un cane / Domo, contenente i remix di alcuni brani dell'album originale e due brani inediti.
Tra gli artisti con cui Claver Gold ha collaborato maggiormente figura Murubutu, col quale ha incrociato le strofe in molte occasioni: nei suoi lavori in La Rana e lo Scorpione e Dies Irae, negli album di Murubutu in Le Sirene, Le Notti Bianche e Black Rain e nel brano di DJ West L'amica di Annalisa, oltre che nel loro album congiunto Infernvm. Claver Gold compare anche in album più attesi dal grande pubblico, come Tradimento 10 anni - Reloaded di Fabri Fibra o Booriana di En?gma, e di producer in album molto noti nell'ambiente underground italiano, come Dead Poets, Dead Poets 2 (Ordine Montanari) e Dead Poets 4 - Ad Honorem di DJ FastCut, Argento di DJ Argento, Kill Phil 2 di Mr. Phil e Bloody Vynil 2  di DJ Slait.
Una sua canzone, "Blu Cobalto", è cantata su una base di Yasunori Mitsuda ("Dream of the Shore Bordering Another World").

## Discografia

### Album
- 2006 − Old Fashion
- 2009 − Claver Gold è Uscito dal Gruppo
- 2013 − Patate & Cipolle
- 2013 − Mr. Nessuno
- 2015 -  Melograno
- 2017 − Requiem
- 2022 – Questo non è un cane
- 2024 – Questo non è un cane - Domo

### Album collaborativi
- 2012 − Tarassaco*Piscialetto  (con DJ West)
- 2015 − Melograno (con Kintsugi)
- 2020 − Infernvm (con Murubutu)

### EP collaborativi
- 2010 − Sensei (con DJ West)
- 2011 − Solo una Brutta Storia  (con DJ West)
- 2019 − Lupo di Hokkaido (con Kintsugi)

### Raccolte
- 2014 − Medusa  (4xCD)
- 2020 − La Maggior Parte